# La Ruse
Pour plus de détails, voir Fiche technique et Distribution.
La Ruse (Operation Mincemeat) est un film britannico-américain réalisé par John Madden, sorti en 2021.
Il s'agit de l'adaptation de l'ouvrage du même nom de Ben Macintyre retraçant l'opération Mincemeat.
Le film est diffusé sur Netflix dans les Amériques du Nord et latine, mais sort en salles dans le reste du monde.

## Synopsis
Durant la Seconde Guerre mondiale, les services secrets britanniques lancent l'opération Mincemeat, un effort de désinformation entrepris au printemps 1943 pour cacher aux Allemands les objectifs alliés d'invasion de la Sicile, et faire croire à un débarquement en Grèce.
Début 1943, Ewen Montagu (Colin Firth), officier du renseignement naval britannique, propose, pour berner les Allemands et leur faire dégarnir les côtes de Sicile, d'utiliser un cadavre que la Royal navy échouerait au large des côtes espagnoles. En dépit des doutes de John Henry Godfrey, son supérieur, sur les chances de l'opération, sur décision de Churchill en personne, celle-ci est décidée.
A cet effet, le corps d'un SDF mort à l'hôpital est utilisé. Un prétendu message top secret faisant mention d'un prochain débarquement en Grèce est glissé dans une de ses poches. Pour faire bonne mesure, Ewen y fait ajouter une lettre d'amour et la photo froissée d'une femme à laquelle sa collaboratrice Jean Leslie (Kelly Macdonald) prête ses traits.
Le cheminement de la fausse information jusqu'au haut commandement allemand rencontre de sérieux obstacles : il faut d'abord que le corps soit repêché, ensuite que les autorités espagnoles - théoriquement neutres - en informent les Allemands, puis que ceux-ci y croient et enfin qu'ils déplacent vers la Grèce des effectifs importants stationnés en Sicile.
Cependant, le plan fonctionne à merveille, peut-être d'ailleurs parce que le chef des services secrets allemands, en opposition sourde à Hitler, ne demande qu'à faire semblant d'y croire.
Toujours est-il que, grâce à ce subterfuge, la Sicile est occupée en six semaines avec des pertes minimales côté alliés.

## Fiche technique
Sauf indication contraire, les informations mentionnées dans cette section peuvent être confirmées par la base de données cinématographiques IMDb,  présente dans la section « Liens externes ».
- Titre original : Operation Mincemeat
- Titre français : La Ruse
- Réalisation : John Madden
- Scénario : Michelle Ashford, d'après l'ouvrage du même nom de Ben Macintyre
- Musique : Thomas Newman
- Direction artistique : Tom Coates et Keith Slote
- Décors : John Paul Kelly
- Costumes : Andrea Flesch
- Photographie : Sebastian Blenkov
- Montage : Victoria Boydell
- Production : Iain Canning, Charles S. Cohen, Emile Sherman et Kris Thykier
- Coproduction : Nicky Earnshaw et Peter Heslop
- Production déléguée : Simon Gillis et Christian McLaughlin
- Sociétés de production : See-Saw Films, Cohen Media Group, Archery Pictures et FilmNation Entertainment
- Sociétés de distribution : Netflix (États-Unis, Canada), Warner Bros. (France, Royaume-Uni)
- Budget : 6 300 000 $[2]
- Pays de production :  Royaume-Uni,  États-Unis
- Langue originale : anglais
- Format : couleur — 2,35:1 — son Dolby Digital
- Genre : drame, guerre, espionnage
- Durée : 128 minutes
- Dates de sortie[3] : 
  - Australie : 5 novembre 2021 (British Film Festival)[4]
  - Royaume-Uni : 15 avril 2022 (cinéma)
  - France : 27 avril 2022[5] (cinéma)
  - États-Unis : 11 mai 2022 (Netflix)
- Classifications :
  - Royaume-Uni : interdit aux moins de 12 ans[6]
  - France : tous publics[7]

## Distribution
- Colin Firth (VF : Christian Gonon) : Ewen Montagu
- Kelly Macdonald (VF : Julie Turin) : Jean Leslie
- Matthew Macfadyen (VF : Xavier Fagnon) : Charles Cholmondeley (en)
- Penelope Wilton (VF : Sylvie Genty) : Hester Leggett
- Johnny Flynn (VF : Jules Sagot) : Ian Fleming
- Jason Isaacs (VF : Stefan Godin) : John Henry Godfrey
- Hattie Morahan (VF : Audrey Sourdive) : Iris Montagu
- Simon Russell Beale (VF : Patrick Bonnel) : Winston Churchill
- Paul Ritter (VF : Gérard Darier) : Bentley Purchase (en)
- Mark Gatiss (VF : François Raison) : Ivor Montagu
- Alexander Beyer : Karl-Erich Kühlenthal (en)
- Nicholas Rowe : David Ainsworth
- Lorne MacFadyen (VF : Benjamin Lhommas) : Sergent Roger Dearborn

Galerie des acteurs principaux
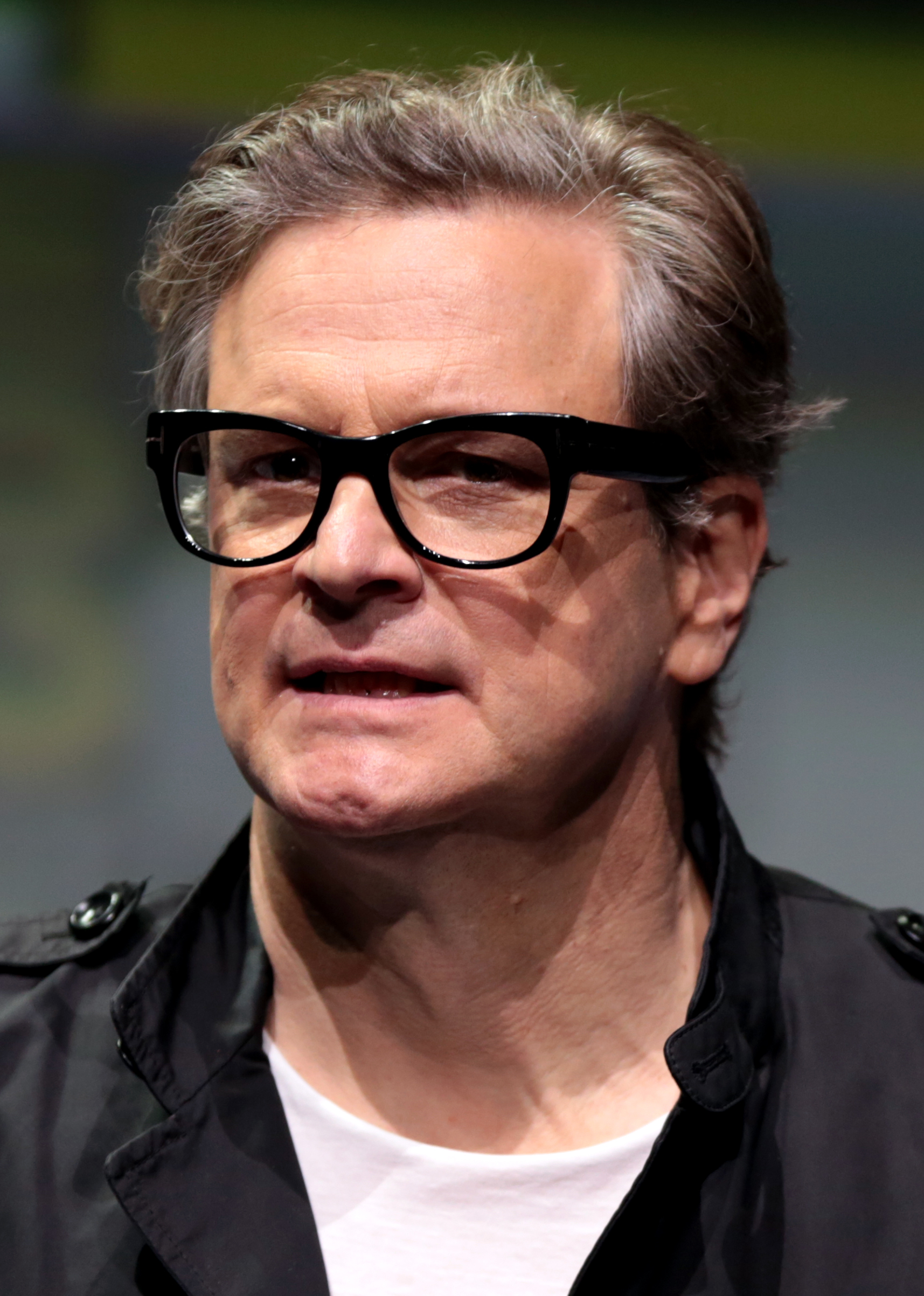
Colin Firth interprète Ewen Montagu.
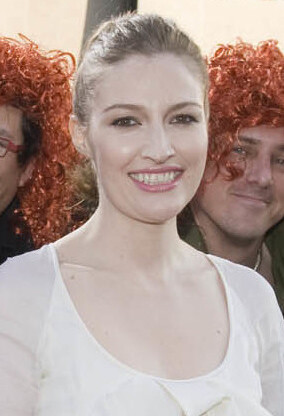
Kelly Macdonald interprète Jean Leslie.
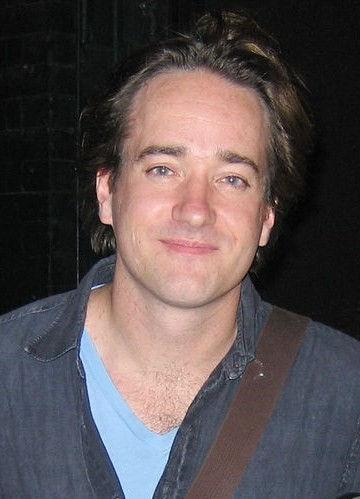
Matthew Macfadyen interprète Charles Cholmondeley.
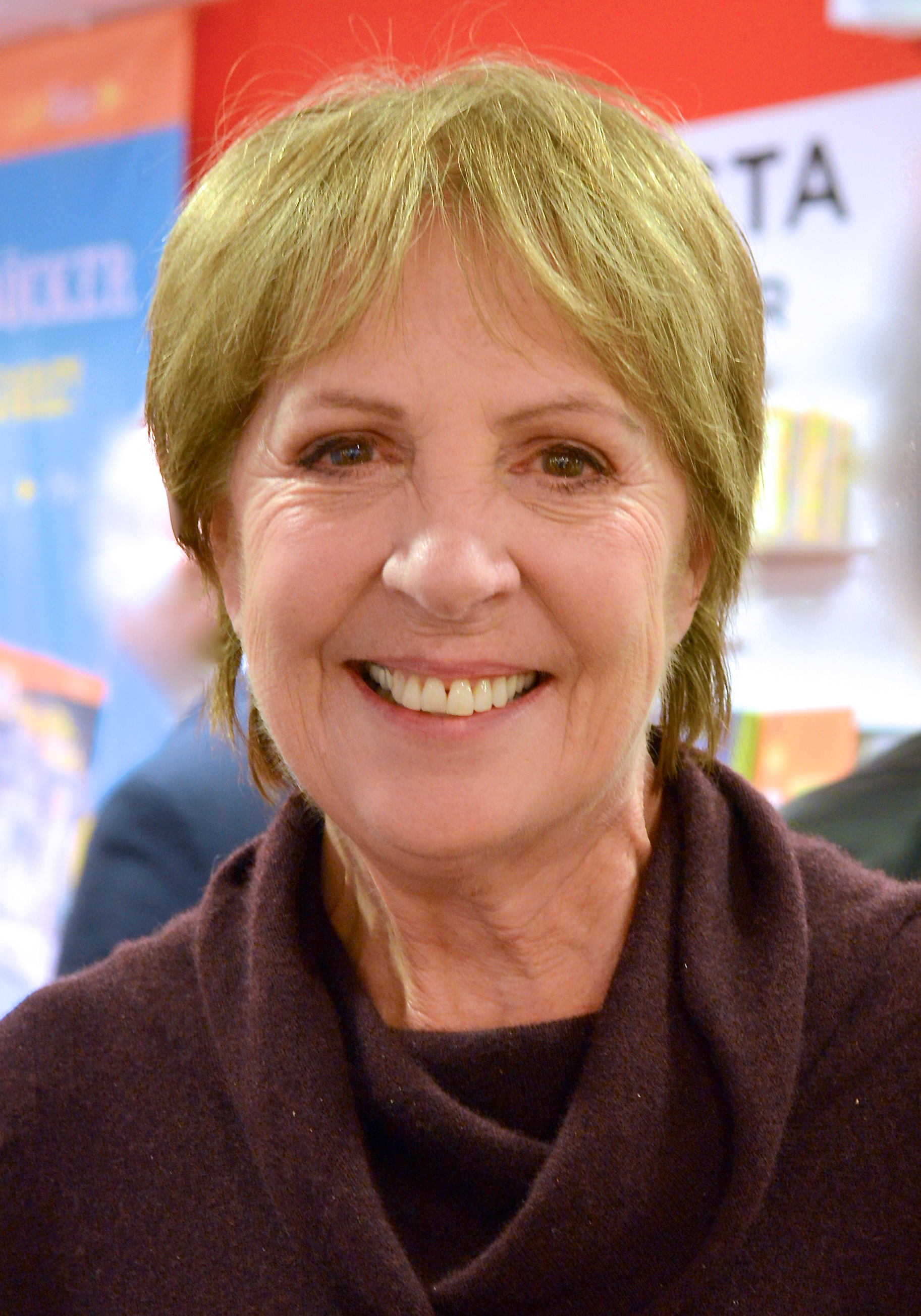
Penelope Wilton interprète Hester Leggett.
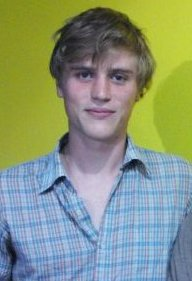
Johnny Flynn interprète Ian Fleming.
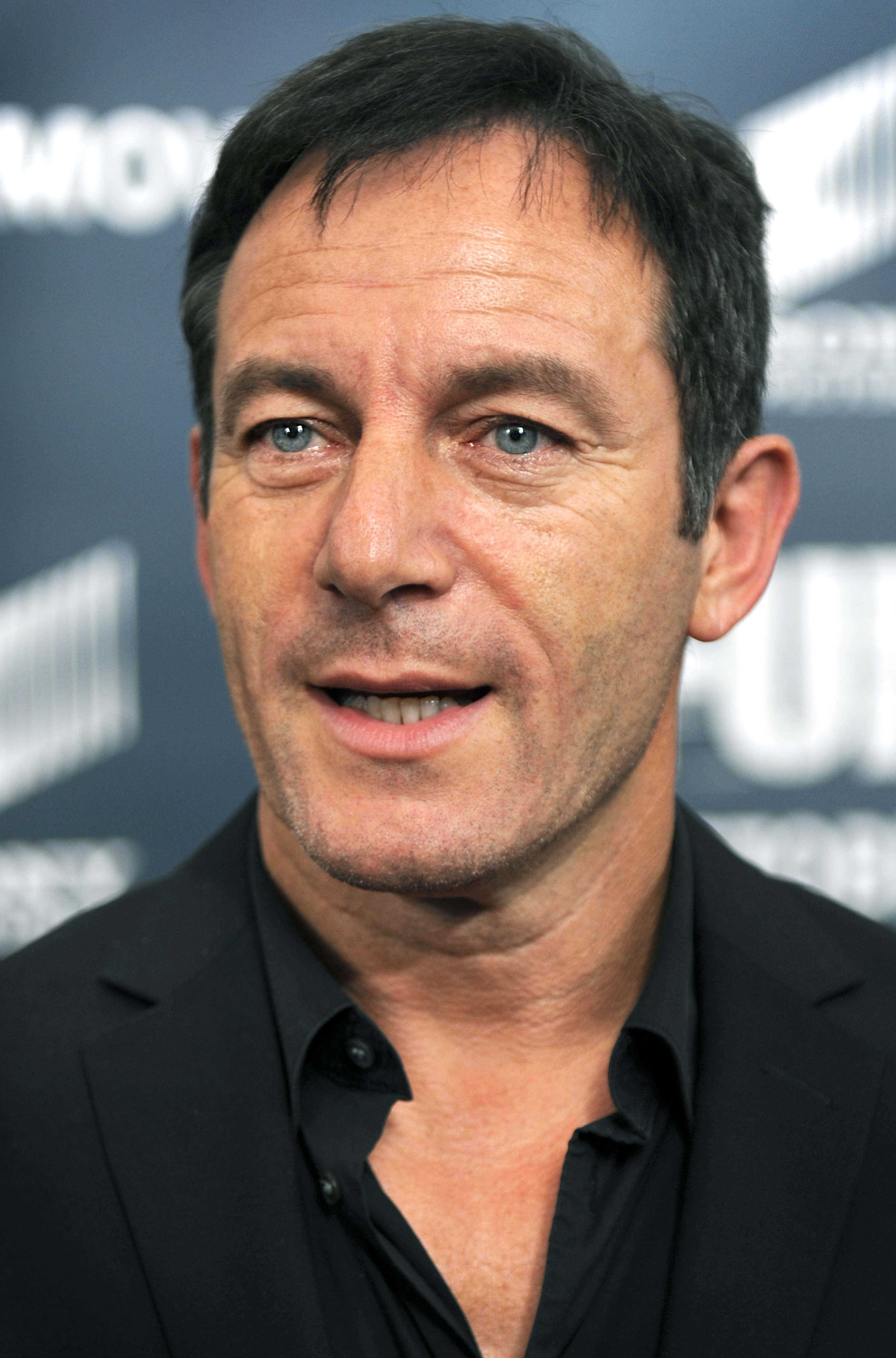
Jason Isaacs interprète John Henry Godfrey.

 Source et légende : version française (VF) sur RS Doublage

## Production
En mai 2019, il a été annoncé que le film serait réalisé par John Madden et que Colin Firth en serait la vedette. En octobre, Kelly Macdonald a rejoint le film. En décembre 2019, Matthew Macfadyen, Penelope Wilton, Johnny Flynn, Tom Wilkinson, Hattie Morahan, Simon Russell Beale, Paul Ritter et Mark Gatiss ont été ajoutés à la distribution.
Le tournage commence en décembre 2019 entre la Grande-Bretagne et l'Espagne (à Londres, Malaga et dans le Devon) mais, en mars 2020, il est freiné par la pandémie de Covid-19 alors qu'il est sur le point d'être achevé.

## Accueil

### Critique
En France, le site Allociné recense une moyenne de 3,2/5 pour un ensemble de 17 titres de presse. Les sites Rotten Tomatoes et Metacritic donnent respectivement les notes de 87% et de 63/100,.
Pour la Croix, « le réalisateur (...) s’empare avec talent de l’un des épisodes les plus fascinants de l’espionnage britannique pendant la Seconde Guerre mondiale ». Le Figaro parle d'un « robuste artisan [qui] signe une œuvre à l’ancienne, d’un classicisme imperturbable [pour] une histoire invraisemblable ». Le JDD semble enthousiaste sur le film, mais reste toutefois plus nuancé. Sa pensée est résumée en ces termes : « l’ultraclassicisme de sa mise en scène est ici au service d’un récit captivant, alors que pourtant bavard, statique et complètement dépourvu de scènes d’action ». Pour Le Monde, c'est justement la mise en scène qui suscite des interrogations. « Frappé au coin de l’académisme et de la reconstitution muséale, platement interprété par Colin Firth et Matthew Macfadyen, La Ruse passe totalement à côté du génie de cette histoire, où la fiction et la guerre se partagent le même territoire »,.

### Box-office
| Pays ou région | Box-office      | Date d'arrêt du box-office | Nombre de semaines |
| -------------- | --------------- | -------------------------- | ------------------ |
| France         | 288 188 entrées | 12 juillet 2022            | 11 (fin)           |
| Royaume-Uni    | 5 289 060 £     | 10 juillet 2022            | 13 (fin)           |
| Total mondial  | 15 710 164 $    | 2 octobre 2022             | 25 (en cours)      |

Pour sa sortie en salles au Royaume-Uni, La Ruse prend la cinquième place du box-office britannique pour son premier week-end  à l'affiche avec 895 008 £ sur 621 copies diffusées et une moyenne de 1 441 £. Le week-end suivant, le film gagne une place et cinquante-neuf salles supplémentaires pour 758 698 $, soit une baisse de 15% par rapport à son démarrage, lui permettant de cumuler 2 645 027 £. En six semaines à l'affiche dans les salles britanniques, La Ruse totalise 5 044 912 $ de recettes. Le film a rapporté 5 289 060 £ de recettes.
Le jour de sa sortie en France, le film se place en seconde position des nouveautés avec 18 468 entrées, dont 820 en avant-première, pour 351 copies, derrière Downton Abbey II : une nouvelle ère (30 576) et devant Le Médecin imaginaire (13 469). Pour sa première semaine, le film occupe la septième place du box-office et totalise 127 930 entrées pour 351 copies. La semaine suivante et malgré dix copies supplémentaires par rapport à la semaine précédente, il perd cinq places et totalise 72 972 entrées, soit une baisse de 43% par rapport à son démarrage, portant le cumul à 200 902 entrées. Pour sa troisième semaine, La Ruse connaît une baisse de fréquentation de 48% par rapport à la semaine précédente pour un résultat de 37 537 entrées sur 519 copies (la plus haute combinaison depuis sa sortie) et une quatorzième place au box-office. Le film quitte le top 20 hebdomadaire après sa quatrième semaine après avoir enregistré 25 910 entrées, portant le total à 264 349 entrées, mais continue son exploitation en salles au-delà du top 20 hebdomadaire. Si l'exploitation s'arrête en province après la sixième semaine, elle continue sur Paris jusqu'à la onzième semaine, ce qui lui permet d'atteindre les 288 000 entrées.